# Трушковський Василь Тимофійович
Василь Тимофійович Трушковський (27 серпня 1939 , Київ  — 5 жовтня 2003 , Київ ) — радянський український кінооператор. Лауреат Державної премії України ім. Т. Г. Шевченка (1986). Заслужений діяч мистецтв України (1990).

## Життєпис
Народився в родині робітника. Закінчив курси асистентів операторів Київської кіностудії ім. О. П. Довженка (1959) і операторський факультет Всесоюзного державного інституту кінематографії (1970).
Працював асистентом оператора «Київнаукфільму». 
З 1973 року — оператор-постановник Київської кіностудії імені О. П. Довженка. Працював з відомими українськими режисерами: В'ячеславом Криштофовичем, Михайлом Бєліковим, Володимиром Денисенком, В. Ілляшенком.
Був членом Національної Спілки кінематографістів України.
Помер 5 жовтня 2003 року в Києві.

## Фільмографія
Зняв стрічки: 
- «Осяяння» (1972)
- «Повість про жінку» (1973)
- «Таємниця партизанської землянки» (1974)
- «Хвилі Чорного моря» (7—8 с, «Катакомби»)
- «Запрошення до танцю» (у співавт.)
- «Перед іспитом» (1977, т/ф)
- «Дивертисмент» (1978, т/ф)
- «Вигідний контракт» (1979, т/ф, 4 с)
- «Ніч коротка» (1981)
- «Які ж ми були молоді» (1985)
- «Володя великий, Володя маленький» (1985, т/ф)
- «Капітан „Пілігрима“» (1986)
- «Філер»
- «Самотня жінка бажає познайомитись» (1987)
- «Автопортрет невідомого» (1988)
- «Дама з папугою» (1988)
- «Розпад» (1989, у співавт.)
- «Одіссея капітана Блада» (1991)
- «Імперія піратів» (1994)
- «Притча» (1994, «Притча про світлицю»)
- «Обережно! Червона ртуть!» (1995)
- «Святе сімейство» (1997).
- «Золота лихоманка» (2002)